# Сан-Пьетро-ин-Казале
Сан-Пьетро-ин-Казале (итал. San Pietro in Casale) — город в Италии, располагается в регионе Эмилия-Романья, подчиняется административному центру Болонья.
Население составляет 10 837 человек (на 2005 г.), плотность населения составляет 165 чел./км². Занимает площадь 65,8 км². Почтовый индекс — 40018. Телефонный код — 051.
Покровителями коммуны почитаются святые апостолы Пётр и Павел, празднование 29 июня.

## Города-побратимы
- Бенешов, Чехия